# Hans-Georg Graichen
 Hans-Georg Graichen (* 12. August 1919 in Hamburg; † 8. Dezember 2008 ebenda) war ein deutscher Steuerberater. Er leitete das Honorarkonsulat der Republik Mali in Hamburg und war Gründer des Kinderhilfswerks Dritte Welt e. V.

## Leben
Nach dem Studium der Rechtswissenschaften und der Promotion zum Dr. jur. über koloniales Staats- und Völkerrecht im Jahre 1948 war Graichen zunächst als Steuerberater in Hamburg tätig. 1966 wurde er Präsident des Bundesverbandes der steuerberatenden Berufe und Mitglied der Hamburger Finanz- und Kulturdeputation. Im selben Jahr wirkte er unter dem Pseudonym Valentin Pfeiffer an dem Buch "Land im Aufstand … Kurdistan" von Erlendur Haraldsson mit.
1975, ein Jahr nach seiner Akkreditierung als malischer Honorarkonsul, gründete er das Kinderhilfswerk für die Dritte Welt e.V., das seither in zehn Ländern in Afrika (vorwiegend in Mali), Südamerika und Asien Gesundheits- und Bildungsprojekte zugunsten von benachteiligten Kindern und Jugendlichen durchführt.

## Leistungen
Auf Graichens Initiative wurde 1978 in Mali und Senegal erstmals eine länderübergreifende Massenimpfung mit einer Million Impfeinheiten gegen Poliomyelitis durchgeführt. Für diese humanitäre Pioniertat erhielt er 1979 den Ehrentitel Commandeur de l’Ordre National, den höchsten malischen Verdienstorden, der an Nichtmalier verliehen wird. Im Jahr darauf folgte eine vergleichbare Ehrung durch den Staat Senegal mit der Ernennung zum Officier de l’Ordre du Lion du Sénégal.
Im Vorstand des Kinderhilfswerks für die Dritte Welt e. V. etablierte Graichen weltweit etwa 35 Hilfsprojekte wie Schulen, Gesundheitszentren, Waisenhäuser und Betreuungsstätten für Straßenkinder. Als Honorarkonsul der Republik Mali vertrat er 34 Jahre lang die politischen und kulturellen Interessen eines der ärmsten Länder Afrikas.
Für sein humanitäres Lebenswerk erhielt Hans-Georg Graichen 2005 das Bundesverdienstkreuz 1. Klasse.

## Kinderhilfswerk Dritte Welt e. V.
Das von Graichen und dem Journalisten Randy Braumann 1975 gegründete Kinderhilfswerk für die Dritte Welt e.V. – 2009 unter Vorstandschaft von Uwe Schmidt und Hauke Nagel umbenannt in Kinderhilfswerk Dritte Welt e.V. – ist eine neutrale, gemeinnützige und unabhängige Hilfsorganisation mit Hauptsitz in Hamburg, Deutschland, und einer operativen Zentrale in Bamako, Republik Mali (Westafrika). Seit 1975 widmet sich das Kinderhilfswerk mit wenigen hauptamtlichen und zahlreichen ehrenamtlichen Mitarbeitern dem Basisgesundheitsdienst, der Bildungsförderung, Straßenkinderprojekten und der Waisenbetreuung in zehn Ländern in Afrika, Südamerika und Asien. Mit etwa 5.000 Förderern im deutschsprachigen Raum zählt die Organisation zu den mittelgroßen NGOs. Seit 1992 wird der Organisation das DZI-Spendensiegel verliehen, es ist Mitglied im Paritätischen Wohlfahrtsverband.